# Talara leucocera
Talara leucocera là một loài bướm đêm thuộc phân họ Arctiinae, họ Erebidae.